# Du Martheray (cràter marcià)
Du Martheray és un cràter d'impacte del planeta Mart situat al nord-oest del cràter Escalante, al nord-est de Fournier i al sud-est de Peridier, a 5.5° nord i 93.5° est. L'impacte va causar un clavill de 102 quilòmetres de diàmetre. El nom va ser aprovat en 1973 per la Unió Astronòmica Internacional, en honor de l'astrònom i poeta suís Maurice du Martheray (1892-1955).